# Ab-Normal Beauty – In jedem lebt das Böse
Ab-Normal Beauty – In jedem lebt das Böse (Originaltitel: Sei mong se jun) ist ein in Hongkong produzierter Spielfilm aus dem Jahr 2004. Regie bei dem Horrorfilm in kantonesischer Sprache führte Oxide Pang Chun, der auch das Drehbuch verfasste.

## Handlung
Die junge Kunststudentin Jiney langweilt sich, weil sie keine interessanten Motive für ihre Fotos findet. Ihr Leben ändert sich schlagartig, als sie Zeugin eines tödlichen Verkehrsunfalls wird. Sie will sich abwenden, kann jedoch der Versuchung nicht widerstehen, das Opfer zu fotografieren. Von diesem Tag an entwickelt sie eine Leidenschaft für makabere Fotos und entwickelt eine Faszination für den Tod. Ihre Freunde reagieren mit Unverständnis, beispielsweise als Jiney ihrem Freund Anson während des Mittagessens Bilder aus dem Buch Art of Death zeigt. Auch ihrer besten Freundin Jas erscheint ihr Verhalten fragwürdig.
Als die beiden Mädchen sich auf dem Balkon ihrer Wohnung in der zehnten Etage unterhalten, beginnt Jiney von Selbstmord zu reden und klettert über das Geländer. Nach diesem Schock erzählt sie ihrer Freundin, dass sie als kleines Mädchen von ihrem Cousin sexuell missbraucht wurde. Sie empfinde es als gerecht, dass der Cousin nach der Tat starb, als er die Treppe hinunterstürzte. Zuhause erwischt Jiney Anson dabei, wie er sie heimlich filmt. Sie erklärt ihm eindringlich, dass sie seine Liebe keinesfalls erwidern wird, da sie sich, wenn überhaupt, nur auf eine lesbische Beziehung einlassen will. Sie zwingt ihn zu einer makaberen Inszenierung, bei der sich der Junge halbnackt auf den Boden legen soll und mit roter Farbe überschüttet wird.
Die Studentin läuft Gefahr, wahnsinnig zu werden. Sie offenbart ihre Angst, dass sie einmal einen Menschen töten könnte. Jas erklärt ihr, dass sie ihre Obsession nur unter Kontrolle bekommen könne, wenn sie mit ihrer Mutter rede. In der folgenden Nacht ruft Jin ihre Mutter an und klärt das Verhältnis, das seit der Vergewaltigung angespannt war, weil die Mutter ihr damals nicht glaubte.
Am nächsten Morgen herrscht fröhliche Stimmung. Die gute Laune endet, als Jiney in ihrem Spind einen anonymen Umschlag mit makabren Fotos findet. Jemand kennt ihre Faszination für den Tod und will sie damit quälen. Der Terror wird schlimmer, als sie vor ihrer Tür ein Video mit der Aufschrift „Take a look“ findet. Es handelt sich um einen Snuff-Film, der zeigt, wie ein Sadist eine junge Frau, die an einen Stuhl in einer Folterkammer gefesselt ist, totschlägt. Anson streitet die Verantwortung für dieses Video ab. Jiney erhält ein zweites Band, in dem Jas zu Tode geschlagen wird. Während sie sich schockiert die Bilder ansieht, wird sie entführt und findet sich selbst auf dem Stuhl aus dem Video wieder, umgeben von zahlreichen Kameras.
Als der maskierte Sadist vor ihr steht, reagiert Jiney herausfordernd. Sie behauptet, dass sie sich über die Qualen und den Tod freue, und fordert ihn auf, sie zu küssen. Der verwirrte Unbekannte nähert sich ihr. Sie befreit sich und zieht an der Kette, die der Täter um den Hals hängen hat, und stranguliert ihn dadurch. Sie zieht ihm die Maske ab und erblickt den Verkäufer, der ihr das Buch Art of Death verkauft hat.
Zuhause begegnet Jiney ihrer Mutter. Die Krise aus der Vergangenheit ist geklärt, aber von den jüngsten Ereignissen erzählt sie ihr nichts. Zum Schluss verrät sie, dass ihr Cousin nicht durch einen Unfall starb. Sie hat ihn die Treppe hinunter gestoßen.

## Rezeption
Der Film kam am 4. November 2004 in die Kinos Hongkongs. Am 30. Dezember desselben Jahres folgte der Kinostart in Thailand. Ab-Normal Beauty – In jedem lebt das Böse erschien in zahlreichen weiteren Ländern. Deutschlandpremiere hatte der Film 2005 auf dem Fantasy Filmfest, später erschien er auch auf DVD.
Kritiker waren geteilter Meinung über Ab-Normal Beauty – In jedem lebt das Böse. In der Variety meinte man, der Film sei eine geschickt zusammengefügte Mischung aus einem Psychothriller wie Repulsion und einem sadistischen Slasher-Film.

## Auszeichnungen
Bei der Verleihung der Hong Kong Film Awards 2005 war der Film in den Kategorien Beste visuelle Effekte und Race Wong als Beste Nachwuchskünstlerin nominiert. In beiden Kategorien konnte sich Ab-Normal Beauty – In jedem lebt das Böse jedoch nicht durchsetzen.